# Сичарог
Сичарог (тадж. Сичароғ) — бывшее село (тадж. деҳа) в центральном Таджикистане. Находился в Рогунском районе — районе республиканского подчинения Таджикистана. Входил в состав сельской общины (джамоата) Сичарог, его административный центр. Расположен в Раштской долине, в долине реки Вахш. Расстояние от села до центра района (г. Рогун) — 35 км, до г. Душанбе — 103 км. Население — 313 человек (2017 г.; 324 — в 2016 г.), таджики. Население в основном занято сельским хозяйством (животноводство и растениводство).
Находился в потопляемой зоне в связи со строительством Рогунской ГЭС, в связи с чем всё население переселено в село Тойчи города Турсунзаде.